# 岩本守道
岩本 守道（いわもと もりみち、1972年7月3日 -  ）は、茨城県出身の元プロ野球選手（外野手）。

## 来歴・人物
中学生の時は400m走全国2位の脚力だった。
茨城東高から、1990年オフにドラフト外で横浜大洋ホエールズに入団。投手として入団したが、外野手に転向。しかし、一軍公式戦に出場がないまま1997年限りで現役を引退。

## 詳細情報

### 年度別打撃成績
- 一軍公式戦出場なし

### 背番号
- 64 （1991年 - 1997年）